# Elaphoidella petrovae
Elaphoidella petrovae is een eenoogkreeftjessoort uit de familie van de Canthocamptidae. De wetenschappelijke naam van de soort is voor het eerst geldig gepubliceerd in 1986 door Apostolov.